# 残存国家

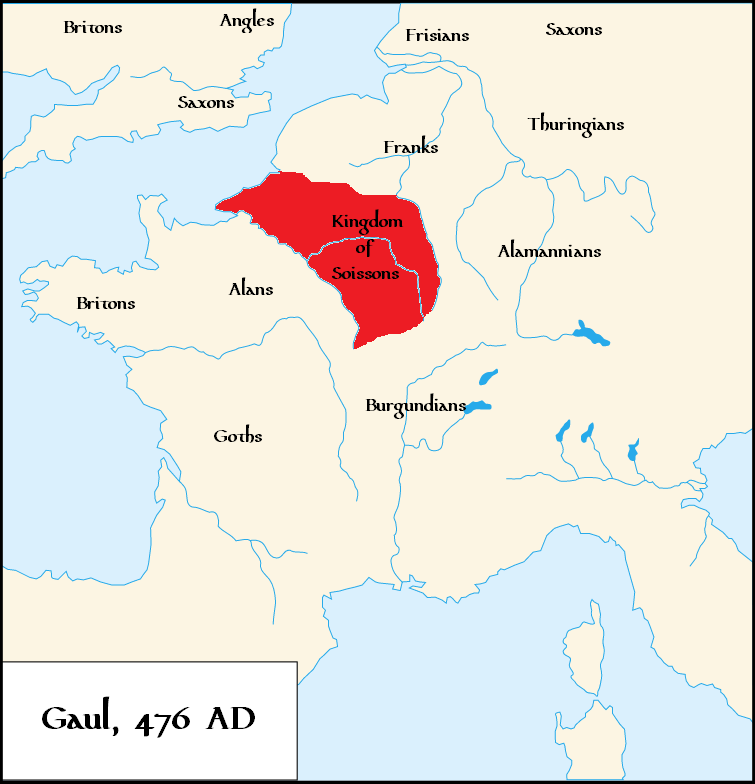
ローマ帝国の残存国家ソワソン管区

残存国家（ざんぞんこっか、英語: rump state）は脱退、併合、占領、脱植民地化、あるいはクーデターないし革命などによって領土を減らした国家の事を指す。最後のケースは、自国の領土の一部を支配しているため亡命政府とはならない。

## 事例

### 古代
- ヒクソスによって下エジプトが占領されたエジプト第2中間期、テーベを拠点とするエジプト人の残存国家が上エジプトで存続しており、後にエジプトを再統一してエジプト新王国となる[2][3][4]。
- セレウコス朝は領土の大半をパルティアに奪われた[5]。
- 西ローマ帝国のガリア喪失後、アエギディウスおよびシアグリウス支配下でソワソン管区がクロヴィス1世率いるフランク人に征服される486年まで存続していた[6]。

### 中近世
- グゲ王国およびマルユル（英語版）は吐蕃の残存国家である[7][8]。
- ルーム・セルジューク朝はセルジューク帝国の残存国家である[9]。
- キリキア・アルメニア王国はキリキアで建国されたアルメニア人の残存国家である[10]。
- ムラービト朝が1110年にサラゴサ王国を征服した後、王国最後の君主アブドゥルマリク（Abd-al-Malik）はルエダ・デ・ハロン（スペイン語版）を拠点とする残存国家を1130年の死まで支配し続けた[11]。
- 西遼は遼の残存国家である[12]。
- 金朝が1127年に華北を征服した後、南宋が北宋の残存国家として存続したが、依然として領土・人口の過半を支配していた[13][14]。
- ニカイア帝国、トレビゾンド帝国、エピロス専制侯国などの東ローマ帝国の流れをくむ残存国家がテュルク系ムスリムや十字軍の征服後に建国された[15][16][17]。
- 北元は、1368年に中国本土を征服した明によってモンゴル高原へと追い立てられた元朝残党が建てた残存国家である[18]。
- 大オルダはジョチ・ウルスの旧都サライを含む中心地を支配していた残存国家で、1502年にクリミア・ハン国およびアストラハン・ハン国に分割されるまでジョチ・ウルスの後継国家として認識されていた。
- ティムール朝は1500年代にホラサンおよび中央アジアの領土をシャイバーニー朝ブハラ・ハン国に奪われ、バーブル支配下でカーブリスターンおよびバルフの残存国家となり、その後デリー征服によってムガル帝国へと発展解消していった。
- 白羊朝イラン帝国は1503年夏までに崩壊し、その後いくつかの中小残存国家が1508年にイスマーイール1世率いるサファヴィー朝イラン帝国（英語版）に征服されるまで続いた[19]。
- マラッカ王国が1511年にポルトガル海軍に敗れ滅亡した後、多くの王族・貴族はマレー半島南部に逃れ、ジョホール王国を建国した[20]。
- インカ帝国が1532年にスペインによって征服（英語版）された後、ビルカバンバを拠点とする新インカ国家（英語版）が残存国家として1572年まで存続した[21]。
- 南明は1644年の甲申の変（英語版）で滅亡した明の残党が清の中国征服までに建国した一連の残存国家を指す。

### 近現代
- ポーランド・リトアニア共和国は1772年のロシア帝国、プロイセン王国、オーストリア大公国による第一次ポーランド分割によって残存国家となった[22]。残された領土は1793年に再度分割され、1795年には完全な併合を迎えた。1807年、第四次対仏大同盟を打ち破ったナポレオンはポーランド残存国家のワルシャワ公国を建国した[23]。ナポレオンの敗北後、1815年のウィーン会議でポーランド立憲王国が建国された。
- ザクセン王国はウィーン会議によって北部領土（英語版）をプロイセン王国に割譲した。
- 今日のルクセンブルクは、1659年から1839年にかけてのルクセンブルク分割によって領土の大半を失ったかつてのルクセンブルク公国の残存国家と言える。領土の大半を新生ベルギーへ割譲すると定めたロンドン条約によってこの状態が固定化された[24]。
- ドイツ＝オーストリア共和国は1918年にオーストリア＝ハンガリー帝国のドイツ語圏で樹立された暫定的な残存国家である[25]。
- アルメニア第一共和国はトルコの侵攻によって残存国家と化した[26][27][28]。
- ハンガリー共和国はハンガリー・ルーマニア戦争によって残存国家と化した[29]。
- 第二チェコスロバキア共和国（英語版）はドイツ人の多いズデーテンラントを1938年10月1日にミュンヘン協定でドイツに割譲した後、残されたチェコスロバキアの残存国家である。169日間存続し、その間にカルパティア・ルテニアを喪失した[30]。
- イタリア社会共和国のベニート・ムッソリーニ率いるファシスト政権はドイツの傀儡政権（英語版）であり、イタリア王国の残存国家であった[31][32][33]。
- ユーゴスラビア連邦共和国（1992年–2003年） / セルビア・モンテネグロ（2003年–2006年）はしばしばユーゴスラビア社会主義連邦共和国（1945年–1992年）解体後に残された残存国家とみなされる[34]。ユーゴスラビア社会主義連邦共和国自体も1991年6月25日のスロベニアおよびクロアチア共和国独立から1992年4月27日の法的な解体までの10カ月間は「残存国家」と見なされていた[35]。